# 保住有哉
保住 有哉（ほずみ ゆうや、1993年12月14日 - ）は、日本の男性声優。福島県出身。HIGH PINE所属。

## 経歴
元々小学生の時に見ていた『仮面ライダークウガ』の影響で仮面ライダーになることが夢だったという。芸能の道を目指そうと思ったきっかけは『仮面ライダークウガ』の主演だったオダギリジョーで尊敬する俳優にも挙げている。その後、『仮面ライダー電王』で職業としての声優を知り声優を志す。
専門学校東京アナウンス学院放送声優科出身。スクールデュオ基礎3期→16期アッパークラス。
2017年11月19日、KiramuneにSparQlewとして加入。
以前は賢プロダクション（-2023年3月31日）、Digital Double（2023年4月1日-2024年5月19日）に所属していた。2024年7月22日、株式会社HIGH PINEの公式サイトオープンとともに、所属が発表された。

## 人物
趣味・特技は野球、料理、美容、素潜り、コミュニケーション。SNSのプロフィール欄に「お風呂です」と書いているが、これは、「（何かにハマることを）よく『沼』というが、沼はもがいて苦しそうだから、僕のことはお風呂と思ってゆっくりつかっていってほしい」という意味だと話している。

## 出演
太字はメインキャラクター。

### テレビアニメ
2017年
- バチカン奇跡調査官（ジョン〈少年〉）
- セントールの悩み（副部長）
- 僕の彼女がマジメ過ぎるしょびっちな件（黒野清史郎）
- ドリフェス!R（日高なな緒）

2018年
- 銀河英雄伝説 Die Neue These 邂逅（上級生）
- イナズマイレブン アレスの天秤（小間直、下町駆）
- ゾンビランドサガ（チェキ会の客C）

2019年
- ポプテピピック TVスペシャル（守り神様）
- あんさんぶるスターズ!（男子生徒）
- ACTORS -Songs Connection-（往田詩）

2020年
- 歌舞伎町シャーロック（サスケ〈青年期〉）

2021年
- 回復術士のやり直し（ケヤル / ケヤルガ）
- セブンナイツ レボリューション -英雄の継承者-（ギルダン）
- 100万の命の上に俺は立っている（友人）
- デュエル・マスターズ キング (ブラック)
- サクガン（職員）
- 異世界食堂2（ジョナサン）
- 世界最高の暗殺者、異世界貴族に転生する（ベルイド）

2022年
- シュート!Goal to the Future（山口一希）
- 永久少年 Eternal Boys（2022年 - 2023年、友人、アイドル、ニコライ朝倉〈学生時代〉、不良）

2023年
- 六道の悪女たち（山田）
- AYAKA -あやか-（男子生徒C、穏田静丸）

2024年
- 外科医エリーゼ（ハンス）
- モブから始まる探索英雄譚（高木海斗）
- パズドラ（2024年 - 2025年、ブルー）

### 劇場アニメ
- 映画 Go!プリンセスプリキュア Go!Go!!豪華3本立て!!!（2015年、妖精、住民たち）
- 劇場版 進撃の巨人 後編〜自由への翼〜（2015年、訓練兵B）
- ハイキュー!!（2015年）
- 映画 プリキュアオールスターズ みんなで歌う♪奇跡の魔法!（2016年）
- 僕のヒーローアカデミア THE MOVIE ヒーローズ:ライジング（2019年）
- フラ・フラダンス（2021年、ライブスタッフ）
- 機甲英雄 劇場版 我與我等於無限大（2023年、里加爾特[14]）

### OVA
- フラグタイム（2019年）

### Webアニメ
- 機甲英雄 機鬥勇者 日本語版（2019年、里加爾特[15]）
- Plott (2020年 - )
  - ブラックチャンネル (ブラック、だいち、アキラ 他) - 他5作品[一覧 1]
  - 全力回避フラグちゃん! (フェン、シラツチ[16][17])

### ゲーム
2010年代
- DCD ドリフェス!（2016年、日高なな緒）
- 進撃の巨人2（2018年、兵士、市民 他）
- 共闘ことばRPG コトダマン（2018年、オニオン、メ火ストフェレス、ハイアシンス 他）
- でみめん（2018年、フローリス）
- SDガンダム GGENERATION CROSSRAYS（2019年、一般兵ボイス〈少年兵A〉）

2020年
- GalaxyZ（ユルカ）
- サンクタス戦記 -GYEE-（ビリー、ハート）
- ファイナルファンタジーVII リメイク

2021年
- ドラゴンクエスト ダイの大冒険 -魂の絆-（プレイヤーボイス）

2024年
- ファイナルファンタジーVII リバース
- 東京ディバンカー（黒鷺玲音）

### ドラマCD
- ガンスリンガーストラトス
- 葬除屋XRAID ドラマCD Judge the mistakes-過ちの代償-（町田一稀）
- 回復術士のやり直し5〜即死魔法とスキルコピーの超越ヒール〜（ケヤルガ）※小説第5巻 オリジナルドラマCD付き同梱版
- パラホス（輝夜彗）
- 夢色キャスト Drama Theater 2〜蒼海のプレアデス〜 (士官)

### BLCD
- エンプティースイーティー（ミツルの元カレ）
- かしこまりました、デスティニー（山崎）
- 恋をするつもりはなかった（ロウの友人2）
- 好物はいちばんさいごに腹のなか（アメリカンカール）
- レムナント 2・3（ジュダの母親）

### 吹き替え

#### 映画
- ゴーカーツ（ジャック・フーパー〈ウィリアム・ロッダー〉）
- スパイク・ガールズ（セルジュ）
- ダンピール 血の覚醒（ユーリ〈セバスチャン・クロフト〉[22]）
- RAW 少女のめざめ（新入生男1）

#### ドラマ
- アンディ・マック（マーティ）
- Love,ヴィクター（ヴィクター〈マイケル・チミノ〉）

#### アニメ
- テレタビーズ（ディプシー）

### ラジオ
※はインターネット配信。
- Kiramune Presents 僕らのMusic Park（2017年11月29日 - 、アニメイトタイムズ※）[23]
- H&Hプランナー（2019年7月 - 2022年7月、アニメイトタイムズ※、YouTube※）
- ACTORS -ラジオ配信してみた！-（2019年9月 - 2020年1月、音泉※）
- IdentityV荘園ラジオ（2020年4月 - 2021年9月、超!A&G+※）[24]
- 回復術士のやり直し 2周目を楽しむラジオ（2021年、音泉※）[25]
- ラジオダブルディア シーズン3 （2022年4月 - 6月、ラジ友※）
- ほずみや（2022年7月 - 2024年3月、ラジ友※）
- 保住有哉いるじゃん！（2023年3月28日 - 9月26日 文化放送・東海ラジオ、2023年3月28日- OPENREC.tv※）

### テレビ番組・配信番組
※はインターネット配信。
- ガンプラビルダーズTV（2017年8月4日 - 12月24日、バンダイホビーサイト※）- パーソナリティ
- &CAST!!!アワー ラブランチ!（2018年9月 - 2019年3月、&CAST!!!※、超A&G+※）- 木曜担当
- &CAST!!!アワー ラブバンケット!（2019年4月 - 2020年3月、&CAST!!!※、超A&G+※）- 木曜担当
- セカイ系バラエティ 僕声 シーズン2（2019年、GENMEPER5、WOWOW、TOKYO MX）- 青柳 役
- 保住有哉はあなたの願いを叶えたい（2020年11月 - 2022年1月、SPWN※）

### テレビドラマ
- スーパーチューナー/異能機関（2018年9月 - 11月、WOWOW、TOKYO MX）- 桜田純平 役
- ときめき爆弾（2024年12月2日 - 、テレビ愛知） - 杉浦智樹 役[26]

### 映画
- K4カンパニー THE MOVIE 〜あの日のダンボール〜（2021年3月）

### 舞台・朗読劇
※はインターネット配信。
- モンブラン〜黄昏のROUTE69（2016年10月12日 - 16日）
- Kiramune Presents READING LIVE
  - 密室の中の亡霊 幻視探偵（2019年10月）- 三条透 役
  - OTOGI狂詩曲-Re:Read-（2021年7月3日）- 桃太郎 役
  - 10周年記念公演「ハコクの剣」（2021年10月）- 善次 役
  - Be-Leave再演（2022年4月）- 世話焼き 役
  - 魔法の呪文はガン・マビ・レーテ（2022年10月）- 橋田・サツエイの人 役
  - 5コントローラーズ+1 2023年版（2023年4月） - ヒロ 役
  - 天穹のラビアス（2023年10月） - 日野未来 役
  - 密室の中の亡霊 幻視探偵 再演（2024年4月）- 三条透 役
- PLATTO朗読劇「さんにん暮らし」「自粛が明けたら」（2020年8月30日※）
- 朗読と音楽でつむぐ 矢違アキラ 短編集『幻想の世界』（2021年5月公演中止→2022年2月19日）- 一輝、島村邦夫、物語 役
- 君だけに聴こえる千音の恋物語（2021年5月30日※）
- 文豪、そして殺人鬼（2021年8月7日）- 菅忠義 役
- 朗読歌劇『ラ・ボエーム』〜愛あるかぎり〜（2022年1月10日）- ショナール（音楽家） 役
- オリジナル朗読劇「Time [never] comes back!?」（2022年1月15日 - 16日）- 豊臣エリック 役
- 声優朗読劇VORLESENフォアレーゼン〜ルクレールの暗殺〜（2022年2月13日公演延期→2022年9月3日）
- -音読Stage- Story of Songs Track1 ORANGE RANGE（2023年2月9日）
- 演劇ユニット【爆走おとな小学生】朗読劇「カラフル」再演（2023年11月） - ぼく 役
- LIAR GAME murder mystery『爆発廃工場 〜犯人の挑戦状〜』『首切りホテル 〜最後の夜宴〜』（2024年6月16日）[27]
- 朗読劇『The Voice Wars 三声王の歓笑』（2024年6月30日東京、9月22日大阪）
- Tri-dia〜トライディア〜第11回朗読公演　「チェイサーゲームvol.4」（2025年1月12日、13日）- 新堂龍也 役、吉田銀次 役
- Tri-dia〜トライディア〜第12回朗読公演　「俺だけ最強超越者 ～全世界のチート師匠に認められた～」（2025年3月7日）

### 映像商品
- ボドゲであそぼ2
- ボドゲであそぼ3
- 堀江瞬の倶楽部あんだーぐらうんど〜沖縄で保住と過ごした2日間〜

### その他コンテンツ
- 保住有哉と橋本祐樹の男やもめ（2018年）
- 保住有哉と橋本祐樹のゆぅゆぅちゃんねる（2018年 - ）
- 六秒笑女-Six Sec Girl-（2021年、audiobook.jp）- 西野泰博 役
- ひかけん〜比較研究株式会社〜（2021年 - ）
- TRY-OUT!（2022年 - 2023年7月）
- Youtube「セイユーチューブチャンネル」 - ゆゆ（ゲーム配信、歌ってみた等）

## ディスコグラフィ

### キャラクターソング
| 発売日   | 商品名                                                             | 歌                                                                           | 楽曲                                                                            | 備考                                                        |
| 2018年   | 2018年                                                             | 2018年                                                                       | 2018年                                                                          | 2018年                                                      |
| -------- | ------------------------------------------------------------------ | ---------------------------------------------------------------------------- | ------------------------------------------------------------------------------- | ----------------------------------------------------------- |
| 1月17日  | ドリフェス！R オリジナルサウンドトラック                           | 日高なな緒（保住有哉）、稲増秋臣（新祐樹）、黍野宗二（岩中睦樹） from ANSwer | 「Chivalric Romance」                                                           | テレビアニメ『ドリフェス！R』関連曲                         |
| 2019年   |                                                                    |                                                                              |                                                                                 |                                                             |
| 7月3日   | セカイ系バラエティ 僕声シーズン2 サウンドトラック                  | 携帯男機                                                                     | 「携帯男機のテーマ」                                                            | バラエティ番組『セカイ系バラエティ 僕声 シーズン2』関連曲   |
| 10月30日 | ティターニア                                                       | サクタスケ                                                                   | 「ティターニア」                                                                | テレビアニメ『ACTORS -Songs Connection-』オープニングテーマ |
| 10月30日 | ティターニア                                                       | サクタスケ                                                                   | 「アメノオト」                                                                  | テレビアニメ『ACTORS -Songs Connection-』関連曲             |
| 10月30日 | INAZUMA SHOCK                                                      | サクタスケ                                                                   | 「INAZUMA SHOCK」                                                               | テレビアニメ『ACTORS -Songs Connection-』エンディングテーマ |
| 11月20日 | ACTORS -Songs Connection- キャラクターソング Vol.4 神樂蒼介        | 神樂蒼介（浦田わたる）、往田詩（保住有哉）                                   | 「偶像パラダイム」                                                              | テレビアニメ『ACTORS -Songs Connection-』挿入歌             |
| 11月20日 | ACTORS -Songs Connection- キャラクターソング Vol.6 往田詩          | 往田詩（保住有哉）                                                           | 「ひらめきッ☆響くよ！うーたんソング」                                           | テレビアニメ『ACTORS -Songs Connection-』関連曲             |
| 11月20日 | ACTORS -Songs Connection- キャラクターソング Vol.6 往田詩          | サクタスケ                                                                   | 「START!!」                                                                     | テレビアニメ『ACTORS -Songs Connection-』挿入歌             |
| 2020年   |                                                                    |                                                                              |                                                                                 |                                                             |
| 1月8日   | ACTORS -Songs Connection- キャラクターソング Vol.12 Duet Songs     | 神樂蒼介（浦田わたる）、往田詩（保住有哉）                                   | 「未完成ベロシティ」                                                            | テレビアニメ『ACTORS -Songs Connection-』関連曲             |
| 5月20日  | ACTORS -Singing Contest Edition- sideA                             | 往田詩（保住有哉）                                                           | 「エンヴィキャットウォーク」                                                    | キャラクターCD『ACTORS』関連曲                              |
| 8月19日  | ライブアダイバー                                                   | サクタスケ                                                                   | 「ライブアダイバー」 「空色の地図」 「未完成ベロシティ」                        | テレビアニメ『ACTORS -Songs Connection-』関連曲             |
| 10月7日  | 僕とで いいじゃない E.P.                                           | 彗（保住有哉）と宗次郎（清家光亮）                                           | 「いいじゃない」                                                                | 『パラホス』関連曲                                          |
| 2021年   |                                                                    |                                                                              |                                                                                 |                                                             |
| 1月6日   | ACTORS – Deluxe Dream Edition –                                    | 高天神一兎（逢坂良太）、往田詩（保住有哉）                                   | 「ジャンキーナイトタウンオーケストラ」                                          | キャラクターCD『ACTORS』関連曲                              |
| 3月24日  | 回復術士のやり直し Blu-ray&DVD キャラクターソング&TVサイズ主題歌CD | ケヤル/ケヤルガ（保住有哉）                                                  | 「不可逆」                                                                      | テレビアニメ『回復術士のやり直し』関連曲                    |
| 3月24日  | パラホス MEGA-MIX                                                  | パラホスDREAM LOVE&JEALOUS                                                   | 「BEAT OF THE RISING SUN」 「スペシャルMEGA MIX（P's LIVE! -Boys Side- ver.）」 | 『パラホス』関連曲                                          |
| 3月24日  | パラホス MEGA-MIX                                                  | 輝夜彗（保住有哉）                                                           | 「いいじゃない」                                                                | 『パラホス』関連曲                                          |

## 書籍
- 保住有哉 1st写真集「blanc。」（2024年3月、東京ニュース通信社）

### ユニットメンバー
1. ↑  大河元気、保住有哉
2. 1 2 3  音之宮朔（梶原岳人）、神樂蒼介（浦田わたる）、往田詩（保住有哉）
3. ↑  保住有哉、清家光亮、住谷哲栄、小林聡、森久保祥太郎、谷山紀章

### シリーズ一覧
1. ↑  『テイコウペンギン』、『混血のカレコレ』、『全力回避フラグちゃん!』 、『秘密結社ヤルミナティー』 、『円満解決!閻魔ちゃん』